# Zoltán Fábri

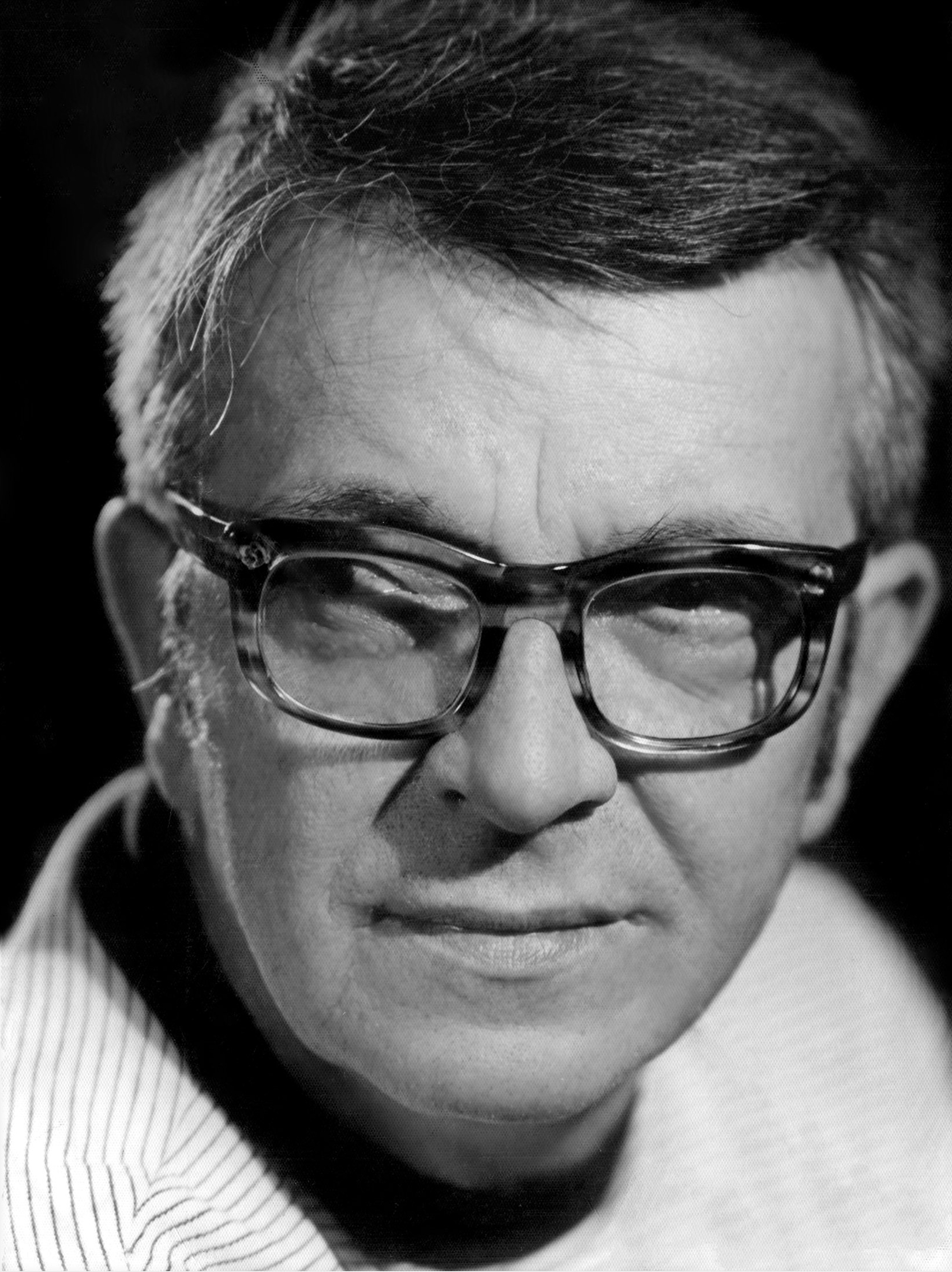
Zoltán Fábry

Zoltán Fábri (* 15. Oktober 1917 in Budapest; † 23. August 1994 ebenda) war ein ungarischer Regisseur.

## Leben
Fábri absolvierte zunächst ein Kunststudium und schloss daraufhin ein Theater- und Filmstudium an. Er arbeitete als Bühnenbildner, Schauspieler und Regisseur am Theater. Außerdem illustrierte er zahlreiche Bücher. 1947 wurde er nach einer Intendanz am Magyar Theater Ensemblemitglied des ungarischen Nationaltheaters in Budapest.
Seinen ersten Film drehte Fábri 1951. Er drehte zwischen 1951 und 1983 insgesamt 22 Filme und erhielt für seine Arbeiten zahlreichen Auszeichnungen auf internationalen Filmfestivals. Auf der Berlinale 1982 erhielt einen Silbernen Bären für sein Drehbuch zu seinem Film Requiem. Sein berühmtester Film entstand 1969 nach Ferenc Molnárs Roman Die Jungen von der Paulstraße. Für diesen Film erhielt er eine Oscar-Nominierung in der Kategorie „Bester fremdsprachiger Film“. Eine zweite Oscar-Nominierung erhielt er 1979 für seinen Film Die Ungarn.
In Ungarn erhielt er 1953, 1955 und 1970 den Kossuth-Preis.

## Filmografie
- 1952: Vihar

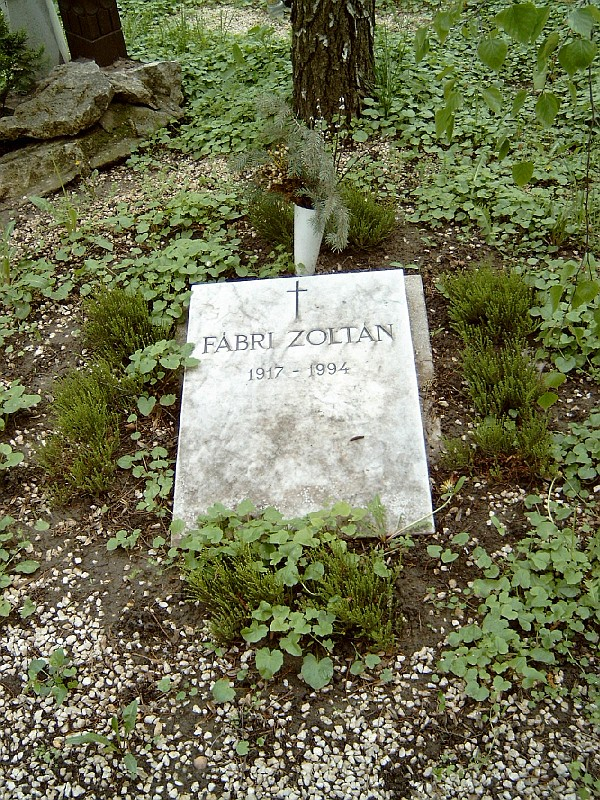
Grab auf dem Budapester Farkasréti temető

- 1954: Vierzehn Menschenleben (Életjel)
- 1955: Karussell (Körhinta)
- 1956: Professor Hannibal (Hannibál tanár úr)
- 1957: Bolond április
- 1958: Schuldig? (Édes Anna)
- 1961: Das Scheusal (Dúvad)
- 1961: Zwei Halbzeiten in der Hölle (Két félidő a pokolban)
- 1963: Dunkel bei Tageslicht (Nappali sötétség)
- 1964: Es kommt ein neuer Sommer (Vízivárosi nyár, Miniserie, 3 Episoden)
- 1965: Zwanzig Stunden (Húsz óra)
- 1967: Die Vorladung (Utószezon)
- 1968: Jungs aus der Paulstraße (A Pál utcai fiúk)
- 1969: Familie Tóth (Isten hozta, őrnagy úr!)
- 1971: Ameisennest (Hangyaboly)
- 1973: Ein Tag mehr oder weniger (Plusz-mínusz egy nap)
- 1974: Der unvollendete Satz (141 perc a befejezetlen mondatból)
- 1976: Das fünfte Siegel (Az ötödik pecsét)
- 1978: Die Ungarn (Magyarok)
- 1979: Balint Fabian begegnet Gott (Fábian Bálint találkozása Istennel)
- 1982: Requiem
- 1983: Kommt zu meinem Namenstag (Gyertek el a névnapomra)